# Birger Halvorsen
Birger Halvorsen   (19 de febrer de 1905 - 7 de setembre de 1976) va ser un atleta noruec, especialista en el salt d'alçada, que va competir durant la dècada de 1930.
En el seu palmarès destaquen una medalla de plata en la prova del salt d'alçada al Campionat d'Europa d'atletisme de 1934, i el campionat nacional de 1931 a 1934.

## Millors marques
- Salt d'alçada. 1,97 metres (1934)[3]